# Роуч, Эрик Мертон
Эрик Мертон Роуч (англ. Eric Merton Roach; 1915—1974) — известный креольский поэт, его называли «чернокожий Йейтс». Сын Роуча, Колин также стал писателем.

## Биография
Эрик Роуч окончил колледж Bishop’s High School в Тобаго. Стал учителем. В 1939 году поступил на военную службу в армию Тринидада и служил добровольцем в Южно-Карибских войсках во время Второй мировой войны. Его первые поэтические произведения вышли под псевдонимом Мертон Малони (англ. Merton Maloney). После недолгого опыта государственной службы, работал журналистом в газетах Trinidad Guardian и The Nation. Он также сотрудничал с Карибской службой Би-би-си (англ. BBC Caribbean Voices).
В возрасте 39 лет он переключил своё внимание на литературную деятельность, написал множество рассказов, поэм, пьес и сценариев для радиопрограмм. В 1952 году он женился, в 1954 году он окончательно оставил службу чтобы всецело посвятить себя литературному творчеству. К 1960 году, хотя он и накопил большое количество работ, включающее несколько антологий, предложений о публикации его произведений не поступало и Роуч вернулся к преподаванию.

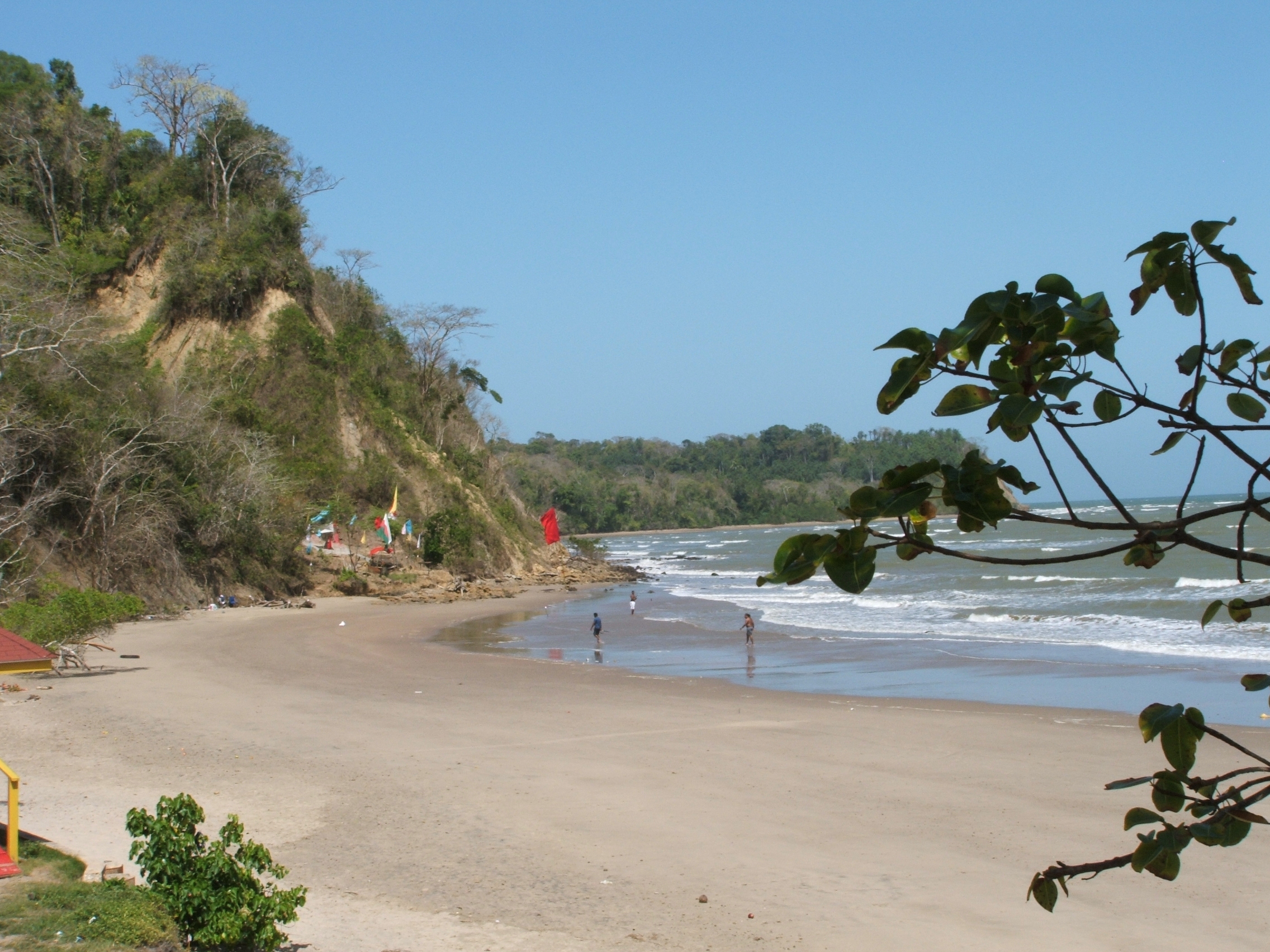
Бухта Кинам, Ст. Патрик

В 1961 году он переехал в Тринидад, где работал в основном журналистом. В 1973 году он снова ушёл со службы. К этому времени, в 1972 году, он опубликовал критический обзор современной Карибской поэзии в культурно-политическом журнале Ямайки «Savacou ¾». Его собственную поэзию в журнале не публиковали, хотя по стилю она была близка к духу журнала. Однако его критическое обозрение было несколько нетерпимым, что позволило оппонентам поэта обвинить его позднее в реакционности.
Роуч принимал активное участие в культурной революции карибского региона «Caribbean Artists Movement», тем не менее его поэзия игнорировалась. В 1974 году он написал знаменитое стихотворение «Конец» (англ. Finis), которое его современники склонны считать его предсмертной запиской. Он выпил инсектицид и отправился в бухту Кинам (англ. Quinam Bay), где вошёл в воду и утопился в открытом море.

### Finis
night casts its blanket

on the wood

blacker than blindness

nothing breaks midnight now

the fireflies died

life’s candles flickered out

darkness has entered

at the pores of love

and joy and grief

and art and song

now sound is silence

silence

silence

a man has passed

into the heart of darkness— Finis, 1974
Перевод:
"Конец"
"Ночь бросает своё покрывало
На деревья.
Чернее слепоты.
Ничто теперь не нарушит сумерек.
Мертвы светлячки.
Свечи жизни угасли.
И проникла тьма
В поры любви
И радости, горя,
Искусства и музыки.
И умолкли звуки.
Тишина.
Тишина.
И прошел человек
Прямо в сердце тьмы."